# El ladrón de los guantes blancos

El enigmático ladrón encapuchado. Fotogramas de la copia en nitrato.

El ladrón de los guantes blancos es una película española de cine mudo, filmada en la isla de Tenerife en el año 1926. El negativo se rodó en blanco y negro, pero en la copia hay planos teñidos monocolores. El argumento trata del robo de un collar, y otros delitos, que intenta solucionar un detective.

## Elenco principal
- Romualdo García de Paredes, como Tom Carter, el detective.
- Angelina Navarro, como Ketty Henrry, la hija del banquero.
- Rodolfo Rinaldi, como Hamilton, el secretario del detective.
- Guetón Rodríguez-Figueroa Melo, como Carlos Simpson.
- Antonio E. Varela Prieto, como Malcorne, uno de los bandidos.
- Pedro Rodríguez Bello, como Claret, ayudante del detective.

## Rivero Film
En la ciudad de  La Laguna, en Tenerife, a comienzos de los años 20 (del siglo XX), José González Rivero era gerente del Teatro Leal, que también era una sala de cine. Viendo películas diariamente, pronto adquirió una cámara cinematográfica y empezó a producir documentales y noticiarios locales. Con esta experiencia previa, en 1926 rodó el primer largometraje canario, asociado con Romualdo García de Paredes.

## Conservación y restauración

Fotogramas del inicio de la película, con el retrato de José G. Rivero, director técnico y operador-fotógrafo.

La película fue estrenada el 6 de septiembre de 1926, en las ciudades de La Laguna y Santa Cruz de Tenerife. También se exhibió en Cuba. Pronto llegó el cine sonoro, y el cine mudo desapareció de las pantallas. En 1955, en el cine Price de Santa Cruz de Tenerife, fue programada por el Cine-Club Universitario. Y después cayó en el olvido.
En 1981 la Filmoteca Española, consiguió localizar la copia antigua (en  soporte de nitrato inflamable), en 35 milímetros, que conservaba la familia de Rivero, en La Laguna. Tras lograr un acuerdo, se trasladó en barco a la Península (no se podía transportar en avión, por ser inflamable). En Madrid se tiraron dos nuevas copias en película de seguridad.
El 28 de diciembre de 1982, se estrenó una nueva copia en el Cinematógrafo Yaiza Borges, de Santa Cruz de Tenerife, con música en directo, por un pianista. Y posteriormente la película se ha proyectado en otras salas, e incluso se emitió en televisión.
Hay que advertir que la película está incompleta, pues falta el segundo rollo, en el que tenía lugar el robo del collar de la rica heredera. La película constaba de 13 rollos: se anunciaba en 13 partes, y se proyectaba partida en dos días seguidos.